# Neuvillers-sur-Fave
Neuvillers-sur-Fave là một xã, nằm ở tỉnh Vosges trong vùng Grand Est của Pháp. Xã này có diện tích 5,12 km², dân số năm 2005 là 281 người. Xã này nằm ở khu vực có độ cao trung bình 380 m trên mực nước biển.
Dân địa phương tiếng Pháp gọi là Neuvillois.

## Biến động dân số
| Năm | 1962 | 1968 | 1975 | 1982 | 1990 | 1999 | 2005 |
| --- | ---- | ---- | ---- | ---- | ---- | ---- | ---- |
| Dân số | 184  | 201  | 229  | 262  | 276  | 254  | 281  |
| From the year 1962 on: No double counting—residents of multiple communes (e.g. students and military personnel) are counted only once. |      |      |      |      |      |      |      |